# أنثوني هارفي
أنثوني هارفي (بالإنجليزية: Anthony Harvey)‏ (مواليد 3 يونيو 1930 في لندن - 23 نوفمبر 2017)، كان مخرجا بريطانيا بدأ نشاطه في خمسينات القرن العشرين كمونتاج سينمائي، ثم أصبح مخرج في منتصف الستينات. كان قد عمل على مونتاج 10 أفلام، وعمل على إخراج 13 فيلماً. اشتهر بإخراج فيلم الأسد في الشتاء (1968) الحاصل على جائزة نقابة المخرجين الأمريكيين وترشح لجائزة الأوسكار لأفضل مخرج.

## الأعمال
- لوليتا (مونتاج، 1962)
- دكتور سترينجلوف (1964)
- الأسد في الشتاء (مخرج، 1968)

## وصلات خارجية
- أنثوني هارفي على موقع IMDb (الإنجليزية)
- أنثوني هارفي على موقع الموسوعة البريطانية (الإنجليزية)
- أنثوني هارفي على موقع ألو سيني (الفرنسية)
- أنثوني هارفي على موقع تيرنر كلاسيك موفيز (الإنجليزية)
- أنثوني هارفي على موقع أول موفي (الإنجليزية)
- أنثوني هارفي على موقع قاعدة بيانات الأفلام السويدية (السويدية)
- أنثوني هارفي على موقع قاعدة بيانات الفيلم (الإنجليزية)
- أنثوني هارفي على موقع كينوبويسك (الروسية)